# Audrey Rose
Audrey Rose è un film del 1977 diretto da Robert Wise, tratto dall'omonimo romanzo di Frank De Felitta, che ne scrisse anche la sceneggiatura. Il film si avvale di attori molto noti come Marsha Mason e Anthony Hopkins, e presenta la debuttante Susan Swift nel ruolo di Ivy Templeton/Audrey Rose. Si tratta prevalentemente di un film drammatico con l’inclusione anche di elementi horror.

## Trama
Il 4 agosto 1965 una giovane donna e la sua bambina di 5 anni muoiono in un incidente d'auto. Elliot Hoover, marito e padre delle vittime, conosce successivamente in modo casuale due sensitivi che gli rivelano che sua figlia Audrey Rose si è reincarnata in una bimba di nome Ivy.
Incredulo, Elliot lascia la casa ed il lavoro e intraprende un lunghissimo viaggio in india, alla ricerca di risposte.
Dieci anni dopo, tornato in USA, si stabilisce a New York e inizia a seguire Janice, Bill e Ivy Templeton, famiglia benestante nella cui bambina l'uomo crede si sia reincarnata sua figlia. Le visite dell'uomo si fanno sempre più frequenti, fa recapitare perfino una borsa come regalo per la bambina, provocando grande fastidio (e anche spavento) nei suoi genitori. Tuttavia i tentativi di denunciare l'uomo si rivelano vani, poiché non ha infranto alcuna legge (il termine stalking non esisteva ancora).
Hoover insiste per incontrare i genitori di Ivy per spiegare i fatti e per poter conoscere e frequentare la bambina - pur temendo per la sua salute, poiché la reincarnazione è avvenuta immediatamente dopo la morte violenta e l'anima non ha avuto il tempo per purificarsi. I Templeton non credono affatto a quanto dichiarato da Elliot e gli intimano di sparire dalla loro vita. Nel frattempo, tuttavia, la bambina continua ad avere strani incubi e crisi di sonnambulismo che sembrano riprodurre quanto accadde ad Audrey Rose nel momento del suo incidente. Hoover è presente per caso durante uno di questi episodi e riesce a calmare la bambina, che sembra riconoscere solo lui in questi momenti: ne segue una colluttazione fra lui e Bill, che non vuole più che l'uomo riveda sua figlia. Tuttavia Janice finisce per chiamare ancora Elliot durante la successiva crisi di Ivy. La bambina inizia ad avere anche strani sintomi psicosomatici.
Dopo questo avvenimento, Bill mette da parte il lavoro per seguire sua figlia, tuttavia Hoover si ritrova di nuovo ad accorrere presso il loro appartamento durante un altro attacco della bambina: i due uomini hanno un'altra colluttazione, nella quale Elliot Hoover ha la meglio e porta via la bambina. Ne consegue una querela in seguito alla quale Hoover viene processato; i Templeton iscrivono la loro bambina presso un collegio affinché sia protetta il più possibile da quanto le sta accadendo, tuttavia la notizia arriva anche nel collegio e la bambina inizia a persuadersi di poter effettivamente essere la reincarnazione di Audrey Rose.
Bill continua ad essere estremamente scettico circa la possibilità della reincarnazione, arrivando così a negare anche alcune evidenze. Janice inizia invece a convincersi che Hoover possa avere ragione. In seguito ad un incidente avuto dalla bambina, che si getta in un falò durante una crisi di sonnambulismo, la donna testimonia a favore dell'imputato. Contro il parere della signora Templeton viene condotto un esperimento di ipnosi regressiva che darà ragione a Elliot ma la bambina, riportata alla vita precedente dall'ipnotizzatore, rivive il momento dell'incidente e muore per asfissia prima che i dottori riescano ad intervenire. Elliot Hoover dice che l'anima di Audrey Rose/Ivy ora è in pace, ora si è liberata.

## Produzione
In seguito ad un casting svoltosi in numerose città statunitensi, il film è stato girato a Los Angeles nel 1976. In particolare la piccola Susan Swift, che effettua il suo debutto proprio in questa pellicola, è stata scritturata ad Austin. Il budget speso per la produzione dell'opera ammonta a circa 4 milioni di dollari.

## Distribuzione
Nel 2001, molti anni dopo la distribuzione cinematografica, il film è stato distribuito su DVD da parte di MGM Home Entertainment. Nel 2014 è stato distribuito anche su formato Blu ray.

## Accoglienza

### Critica
Secondo l'aggregatore di recensioni Rotten Tomatoes, il film ha ottenutoil 53% di recensioni positive su un totale di 17, con un voto di 5,7 su 10.

### Pubblico
Il film ha incassato circa 2 milioni di dollari al botteghino.